# Relaciones España-Kenia
Las Relaciones España-Kenia son las relaciones internacionales entre estos dos países. 

## Relaciones diplomáticas
España y Kenia establecieron relaciones diplomáticas en 1965, con la apertura de la Embajada de España en Nairobi a partir de 1967. Kenia abrió Embajada en España en 2005, fecha en la cual se abrió asimismo una Oficina Comercial de España en Nairobi.

## Relaciones económicas
Las relaciones comerciales bilaterales de España con la East African Community (a la que pertenecen Uganda, Kenia, Tanzania, Ruanda y Burundi) no son muy significativas. Las exportaciones españolas a los tres países principales de la región, Kenia, Tanzania y Uganda, alcanzaron en 2014 los 124,3 M EUR y las importaciones a España de estos tres países se situaron en 79,5 M EUR. Hasta noviembre de 2015, el total exportado por España a los tres países se situó en los 132 M EUR, mientras que el valor de las importaciones alcanzó los 90 M EUR.
Hasta noviembre de 2015, las exportaciones españolas a Kenia ascendieron a 89 M EUR, lo que representa un incremento respecto a 2014 del 9%. Los principales capítulos exportados en 2014 (último dato disponible) fueron: Maquinaria (16,8%); Material y aparatos eléctricos (16,8%); Pescados (10,2%); Productos químicos (5,7%); otros productos químicos (5,6%); manufacturas fundición hierro/acero (4,9%).
La importación hasta noviembre de 2015 fue de 36 M EUR, con un incremento del 24% respecto a 2014. Los principales capítulos importados en 2014 (último dato disponible) fueron: Conservas de verdura o fruta (38%); Conservas de carne o pescado y marisco (20,1%); Minerales, escorias y cenizas (6,6%); Frutas (6%); Café, té, yerba mate y especias (5,5%); Pieles y cueros (5,5%); otras fibras textilesvegetales (4,6%).

La balanza comercial bilateral mantiene el superávit comercial en 2015 a favor de España en valores similares a los de 2014, esto es, en torno a 53 M EUR. El 9 de junio de 2009 se firmó en Nairobi el primer Programa Financiero Bilateral con Kenia por valor de 150 M EUR.

## Cooperación
Kenia no está incluido en el Plan Director de la Cooperación. La cooperación descentralizada y las ONGD son las principales actoras. Actualmente trabajan en Kenia varias ONGD españolas entre las que destacan ANIDAN, Asociación VIHDA, Más Por Ellos y la Fundación Pablo Horstmann. Por último, cabe destacar que España es un importante contribuyente tanto del Programa de Naciones Unidas para el Medio Ambiente (PNUMA) como del Programa
de Naciones Unidas para los Asentamientos Humanos (ONU-HABITAT), ambos con sede en Nairobi.

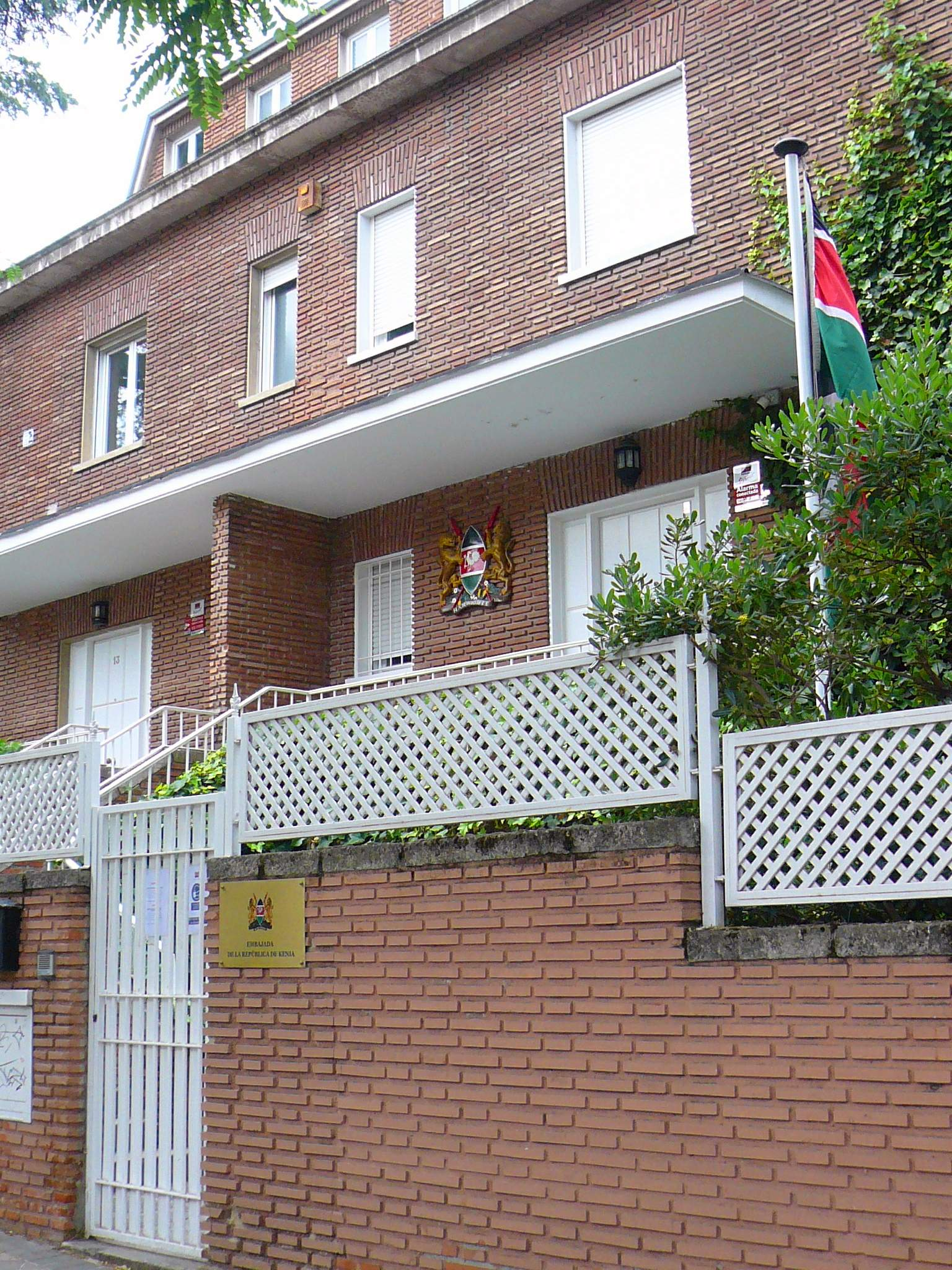
Embajada de Kenia en Madrid.

## Misiones diplomáticas residentes
- España tiene una embajada en Nairobi.
- Kenia tiene una embajada en Madrid.